# Agrypon celastrinae
Agrypon celastrinae là một loài tò vò trong họ Ichneumonidae.